# Sandra Romain
Sandra Romain (* 26. března 1978, Temešvár jako Mărioara Cornelia Popescu) je rumunská pornoherečka, jejíž filmy bývají řazeny k nejexplicitnějším v žánru. Kariéru zahájila v roce 2001, působila v Rumunsku a Německu, v roce 2005 přesídlila do USA. Natočila přes 500 filmů, obdržela čtyři ceny AVN Awards. Je vdaná, v roce 2008 přerušila kariéru, ale v roce 2011 se do pornoprůmyslu vrátila. Měří 160 cm, váží 56 kg, její míry jsou 92-62-94.

## Filmografie
výběr:
- 2003: In the Garden of Shadows
- 2005: Neo Pornographia vol 1 & 2
- 2005 & 2007: Belladonna: No Warning 1 & 3
- 2005: Blow Me Sandwich 7
- 2006: Suck It Dry 2
- 2006: Ass Jazz 3
- 2006: Corruption
- 2006: Fashionistas Safado – The Challenge
- 2006: College Invasion 8
- 2006: Manhunters
- 2006: Big Wet Asses 8
- 2007: Upload
- 2007: Evil Pink 3
- 2006-2008: Slutty and Sluttier 1, 5 & 7